# Sonatas y partitas para violín solo, BWV 1001-1006

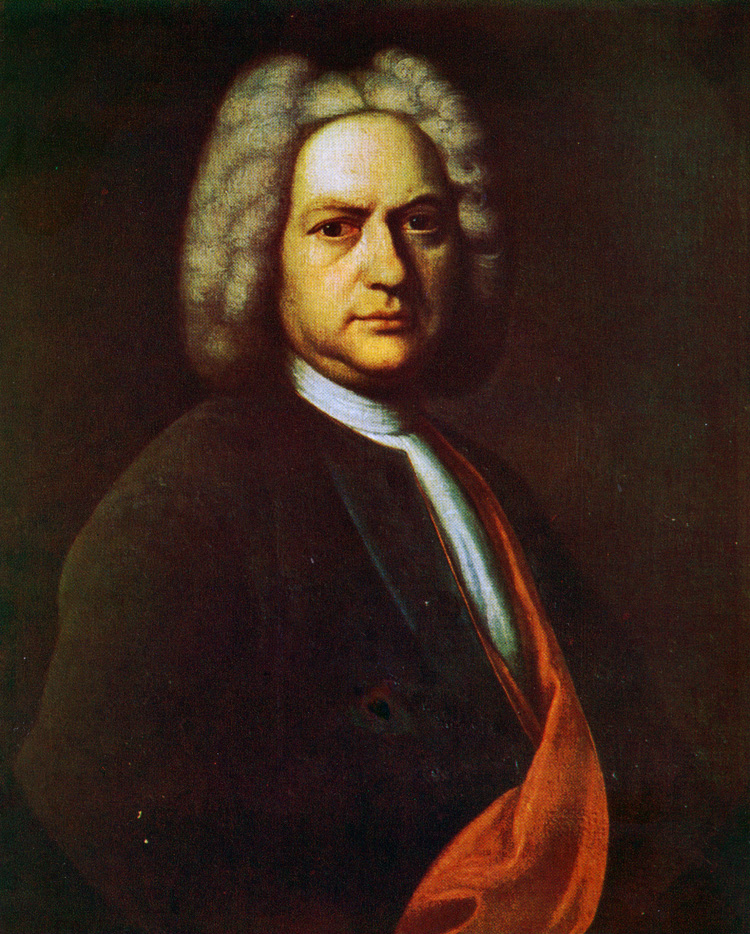
Bach hacia 1720.

Las Sonatas y partitas para violín solo, BWV 1001-1006 (tituladas originalmente Sei Solo - a violino senza basso accompagnato) forman un conjunto de seis obras compuestas por Johann Sebastian Bach: tres sonatas da chiesa en cuatro movimientos y tres partitas consistentes en movimientos basados en danzas. El conjunto completo se publicó por primera vez en 1802. Hoy en día estas piezas forma parte del repertorio integral para violín, y se realizan con frecuencia nuevas interpretaciones y grabaciones.

## Historia

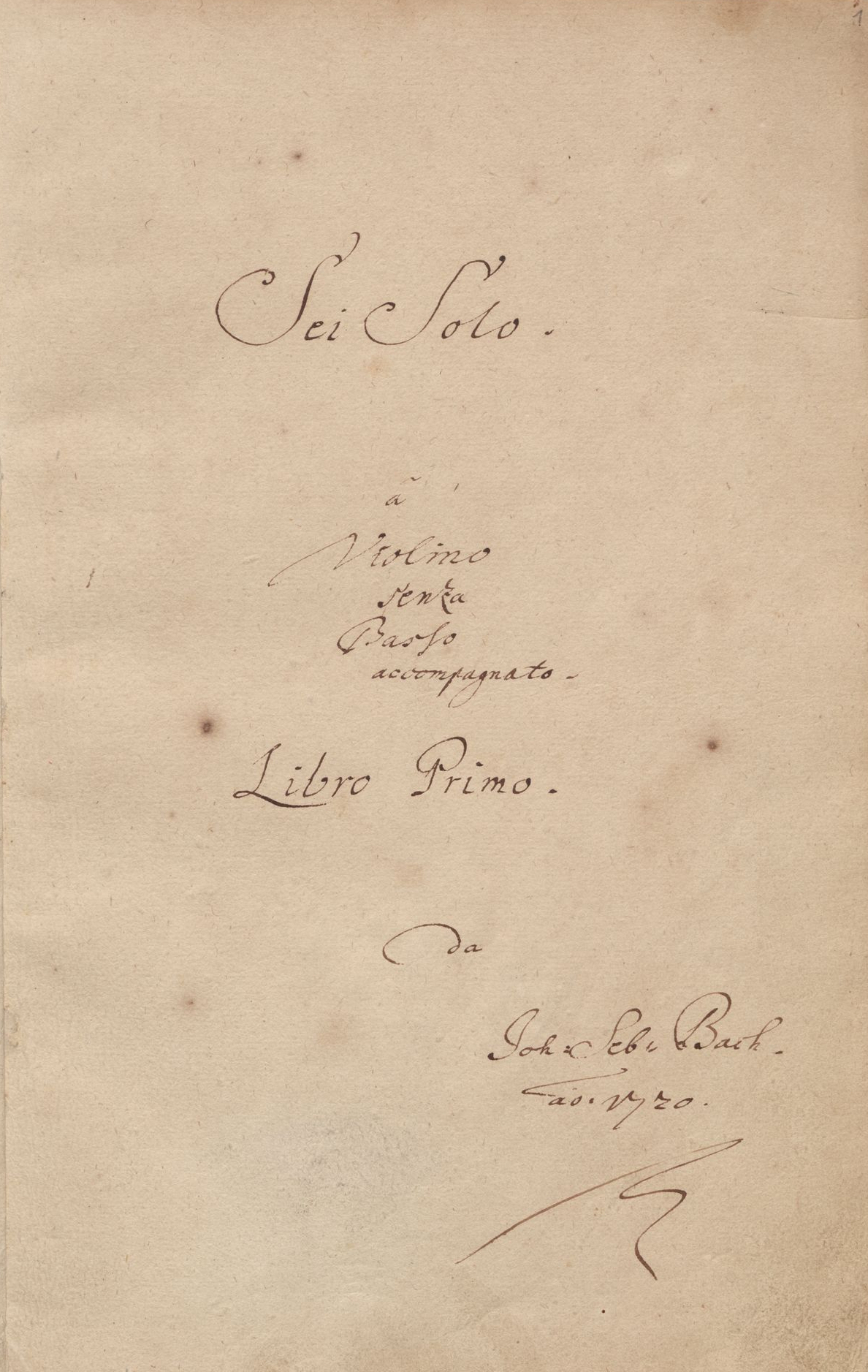
Portada de la partitura autógrafa de 1720.

### Composición
La composición de estas obras comenzó alrededor de 1703 en Weimar y terminó la serie completa alrededor de 1720, mientras el compositor ocupaba el puesto de Kapellmeister o maestro de capilla en Köthen.
Es muy probable que le sirvieran de inspiración las Partitas para violín solo de Johann Paul von Westhoff, pues ambos trabajaron en la misma época en Weimar, y sus composiciones presentan similitudes estilísticas. El repertorio para violín se acrecentó en esos años: alrededor de 1676 se publicó la célebre passacaglia para violín solo de Heinrich Ignaz Franz Biber; en 1682 y en 1696 se publicaron las colecciones de Westhoff de música para violín solo; en 1715 la obra Artificiosus Concentus pro Camera de Johann Joseph Vilsmayr; y por último la sonata para violín solo de Johann Georg Pisendel apareció cerca de 1716.
En ese mismo periodo Bach también compuso los Conciertos de Brandeburgo, el Concierto para dos violines y las Suites para violonchelo solo.

### Primeras interpretaciones
El intérprete original de las seis sonatas y partitas se desconoce. Es posible que hayan sido Johann Georg Pisendel y Jean-Baptiste Volumier, ambos violinistas talentosos de la corte de Dresde. También pudo haber sido Joseph Spiess, líder de la orquesta de Köthen. Sin embargo, ha habido algunos investigadores que sugieren que el mismo Bach fue el primer intérprete de sus propias obras, pues señalan sus talentos como violinista. El propio Bach fue un violinista talentoso desde la juventud y, según su hijo Carl Philipp Emanuel Bach, "en su juventud y casi hasta su vejez, tocaba el violín limpia y poderosamente".[cita requerida]

## Estructura y análisis

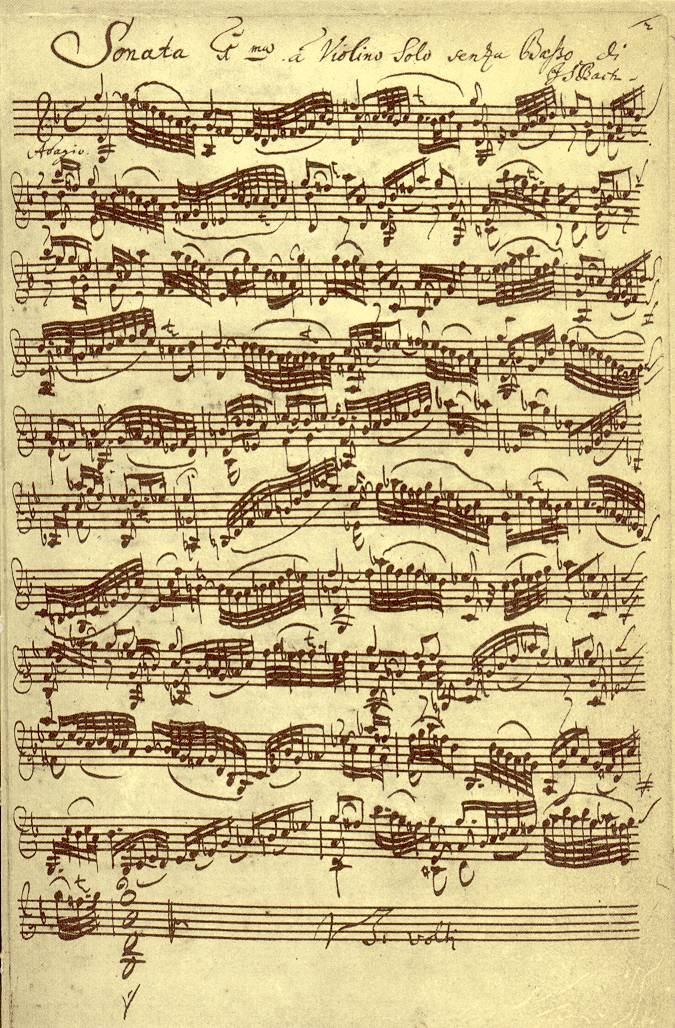
Sonata n.º 1 BWV 1001 en la partitura autógrafa.

### Sonata n.º 1 en sol menor, BWV 1001
1. Adagio
2. Fuga (Allegro)
3. Siciliano
4. Presto

El segundo movimiento, la fuga, fue transcrito por el mismo Bach para órgano (en el Preludio y fuga, BWV 539) y para laúd (BWV 1000).

### Partita n.º 1 en si menor, BWV 1002
La Partita para violín solo n.º 1, BWV 1002  en si menor fue escrita en 1720. Consta de los siguientes movimientos:
1. Allemande – Double
2. Corrente – Double
3. Sarabande – Double
4. Tempo di Borea – Double

### Sonata n.º 2 in la menor, BWV 1003
1. Grave
2. Fuga
3. Andante
4. Allegro

### Partita n.º 2 en re menor, BWV 1004
La Partita para violín solo n.º 2, BWV 1004 en re menor fue escrita entre 1717 y 1723. Consta de los siguientes movimientos:
1. Allemanda
2. Corrente
3. Sarabanda
4. Giga
5. Ciaccona

La Ciaccona tiene una duración de aproximadamente 15 minutos, con lo que supera a los demás movimientos juntos; se considera una de las cumbres del repertorio para violín y abarca prácticamente todos las técnicas del violín conocidas en la época de Bach. Suele ser interpretada y grabada por separado, sin el resto de los movimientos. 

### Sonata n.º 3 en do mayor, BWV 1005

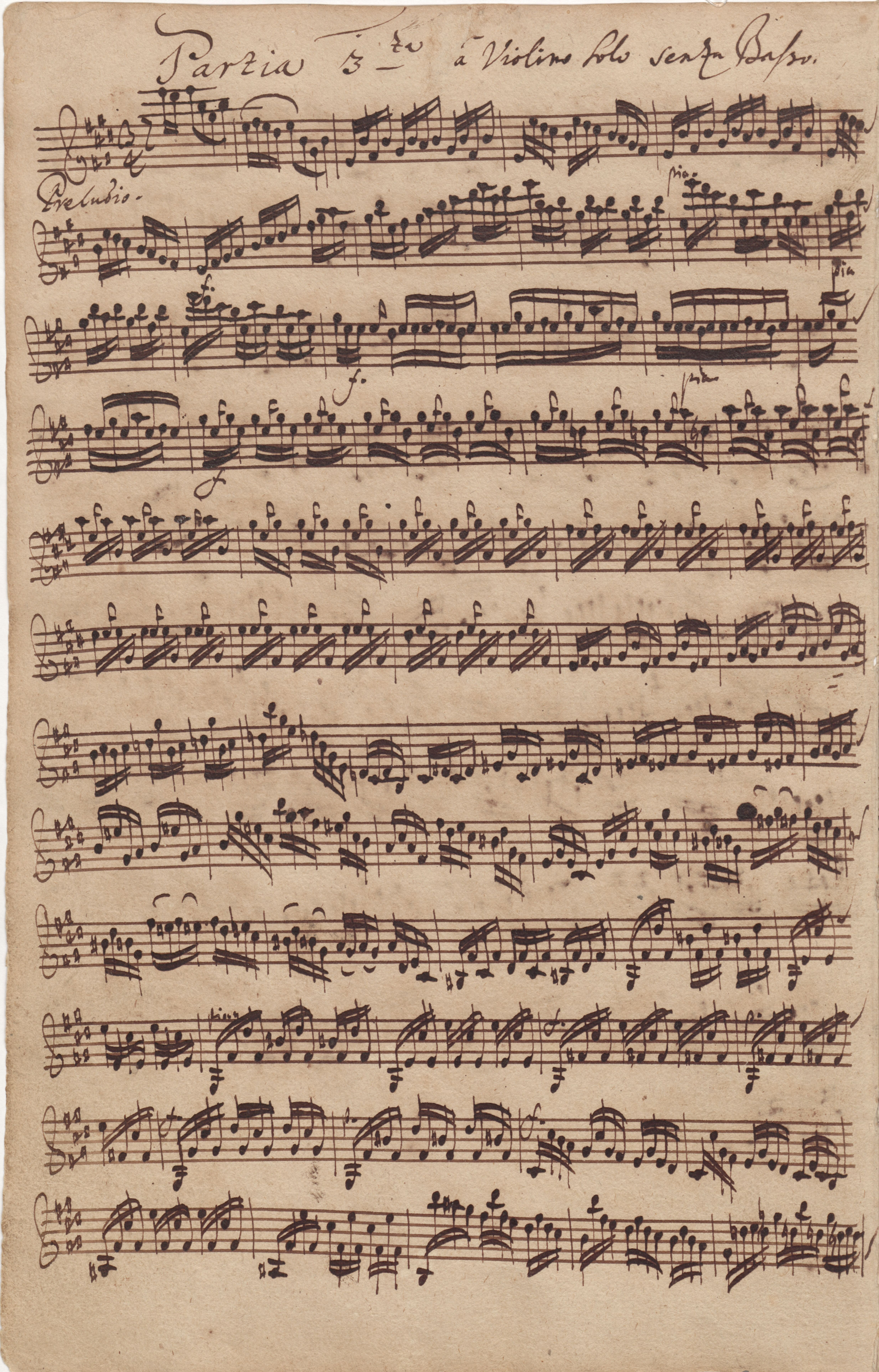
Partita n.º 3 BWV 1006 en la partitura autógrafa.

1. Adagio
2. Fuga (Alla breve)
3. Largo
4. Allegro assai

### Partita n.º 3 en mi mayor, BWV 1006
La Partita para violín solo n.º 3, BWV 1006 en mi mayor fue escrita en 1720. Consta de los siguientes movimientos:
1. Prelude
2. Loure
3. Gavotte en Rondeau
4. Menuet I
5. Menuet II
6. Bourrée
7. Gigue

La versión de Arthur Grumiaux del tercer movimiento de esta partita, Gavotte en rondeaux, es una de las obras incluidas en el disco de oro de las sondas espaciales Voyager.

## Influencia
La tradición de escribir para violín solo continuó después de estas obras con Georg Philipp Telemann que publicó sus 12 fantasías para violín solo en 1735.

## Discografía selecta
Violín clásico
- Joseph Szigeti, 1931 (seleccionado para el Hall of Fame de NARAS);[4] 1956
- Yehudi Menuhin, 1934–1944; 1957; 1975
- George Enescu, 1948
- Jascha Heifetz, 1952
- Henryk Szeryng, 1954; 1967
- Emil Telmányi, 1954
- Nathan Milstein, 1956; 1973
- Arthur Grumiaux, 1961, incluido en el disco de las Voyager.
- Maksim Venguérov, 1974
- Gidon Kremer, 1980; 2005
- Oscar Shumsky, 1983
- Shlomo Mintz, 1984
- Itzhak Perlman, 1988
- Ida Haendel, 1995
- Salvatore Accardo, 1996
- Vanessa Mae, 1996
- Dmitry Sitkovetsky, 1997
- James Ehnes, 2000
- Christian Tetzlaff, 1993; 2006; 2017
- Viktóriya Mulova, 2009
- Isabelle Faust, 2010-2012
- Gil Shaham, 2014
- Kyung-wha Chung, 2016
- Julia Fischer, 2017 (reedición)
- Hilary Hahn, 1997; 2018
- Milan Pala, 2018

Violín barroco
- Sergiu Luca, 1977
- Sigiswald Kuijken, 1981; 1999-2000
- Jaap Schröder, 1984-1985
- Monica Huggett, 1991
- Lucy van Dael, 1996
- Rachel Podger, 1998-1999
- Elizabeth Wallfisch, 1997
- Ingrid Matthews, 2000
- Hélène Schmitt, 2004
- John Holloway, 2004
- Pavlo Beznosiuk, 2007
- Alina Ibraguímova, 2008-2009
- Stanley Ritchie, 2013
- Shunske Sato, 2019
- Giuliano Carmignola, 2018
- Fabio Biondi, 2020
- Bojan Čičić, 2021

Violonchelo
- Tania Anisimova, 2001

Tecla
- Robert Hill, 1999

Mandolina
- Chris Thile, 2013
- Avi Avital, 2019